# Alex Party
Alex Party var en italiensk elektronisk dansgrupp. Bandet bestod av de italienska bröderna Paolo och Gianni Visnadi (från Livin' Joy), DJ Alex Natale och sångaren Robin 'Shanie' Campbell.
Gruppens mest kända singel var Don't Give Me Your Life, som bäst nådde plats 2 på listorna i både Irland och Storbritannien i början av 1995. Gruppens första singel, Saturday Night Party (Read My Lips) blev en omedelbar succé och blev en Ibizahymn under sommaren 1993. Det blev deras första topp 40- hit i Storbritannien och nådde som bäst plats 29 på listorna.

## Diskografi

### Studioalbum
| Titel      | Detaljer                                    |
| ---------- | ------------------------------------------- |
| Alex Party | - Släppt: 1996 - Skivbolag: Flertalet olika |

### Singlar
| År                                                                                               | Titel                                          | Bästa listposition | Bästa listposition | Bästa listposition | Bästa listposition | Bästa listposition | Bästa listposition | Bästa listposition | Bästa listposition | Bästa listposition | Bästa listposition | Bästa listposition | Certifikat   | Album             |
| År                                                                                               | Titel                                          | ITA                | AUS                | AUT                | FIN                | GER                | IRE                | NED                | SCO                | SWE                | SWI                | UK                 | Certifikat   | Album             |
| ------------------------------------------------------------------------------------------------ | ---------------------------------------------- | ------------------ | ------------------ | ------------------ | ------------------ | ------------------ | ------------------ | ------------------ | ------------------ | ------------------ | ------------------ | ------------------ | ------------ | ----------------- |
| 1993                                                                                             | "Alex Party (Saturday Night Party)"            | —                  | —                  | —                  | —                  | —                  | —                  | —                  | —                  | —                  | —                  | 49                 |              | Fristående singel |
| 1994                                                                                             | "Alex Party (Saturday Night Party)" (re-issue) | —                  | —                  | —                  | —                  | —                  | —                  | —                  | 39                 | —                  | —                  | 29                 |              | Fristående singel |
| 1995                                                                                             | "Don't Give Me Your Life"                      | 22                 | 13                 | —                  | —                  | 24                 | 2                  | 16                 | 2                  | —                  | 30                 | 2                  | - UK: Silver | Alex Party        |
| 1995                                                                                             | "Wrap Me Up"                                   | 2                  | 11                 | 38                 | 15                 | 63                 | 30                 | —                  | 20                 | 31                 | —                  | 17                 |              | Alex Party        |
| 1996                                                                                             | "Read My Lips"                                 | —                  | —                  | —                  | —                  | —                  | —                  | —                  | 32                 | —                  | —                  | 28                 |              | Alex Party        |
| 1997                                                                                             | "Simple Things"                                | 13                 | —                  | —                  | —                  | —                  | —                  | —                  | —                  | —                  | —                  | —                  |              | Alex Party        |
| 2000                                                                                             | "U Gotta Be"                                   | 33                 | —                  | —                  | —                  | —                  | —                  | 82                 | —                  | —                  | —                  | —                  |              | Fristående singel |
| "—" noterar en utgåva som inte platsade på listorna, eller inte släpptes i den angivna regionen. |                                                |                    |                    |                    |                    |                    |                    |                    |                    |                    |                    |                    |              |                   |